# Ristsaaret
Ristsaaret är en ö i Finland.   Den ligger i kommunen Rautalampi i den ekonomiska regionen  Inre Savolax ekonomiska region  och landskapet Norra Savolax, i den centrala delen av landet, 300 km norr om huvudstaden Helsingfors. Ristsaaret ligger i sjön Niinivesi.